# Pentalepis
Pentalepis es un género de plantas fanerógamas perteneciente a la familia de las asteráceas.   Comprende 2 especies descritas y  aceptadas.

## Taxonomía
El género fue descrito por Ferdinand von Mueller y publicado en Trans. Bot. Soc. Edinburgh 7: 496. 1863.

## Especies aceptadas
A continuación se brinda un listado de las especies del género Pentalepis aceptadas hasta julio de 2012, ordenadas alfabéticamente. Para cada una se indica el nombre binomial seguido del autor, abreviado según las convenciones y usos.
- Pentalepis ecliptoides F.Muell.
- Pentalepis trichodesmoides F.Muell.